# Tchina
Tchina (abchazsky Ҭхьына, gruzínsky თხინა – Tchina) je vesnice v Abcházii v Okresu Očamčyra. Nachází se severně od okresního města Očamčyra. Ve vesnici žije 654 obyvatel, z nichž 99%, jsou Abcházci. V rámci Abcházie má status obecního centra.

## Hranice
Na severu obec hraničí s obcemi Otap a Arasadzych, na jihu s obcí Džal a na západě s vesnicí Člou.

## Demografie
Ve vesnici žilo v roce 2011 654 obyvatel, z nichž 99,4 % jsou Abcházci a 0,5 % Rusové. První dochované sčítání lidu zde proběhlo v roce 1886, při kterém zde žilo 422 obyvatel a všichni byli Abcházci. V roce 1926 zde žilo 895 obyvatel, z nichž 98,3 % byli Abcházci, 1,1 % Gruzínci a 0,4 % Turci . V roce 1959 zde žilo 1 058 obyvatel a v roce 1989 995 obyvatel. Během války v letech 1992–1993 došlo úbytku obyvatel a v roce 2011 jich zde zustalo jenom 654.

## Historické dělení
Tchina se historicky dělí na čtyři částí:
- Abaažachu
- Agu Uaa
- Agdarra Achabla
- Acanguara